# Joaquim Rodríguez
Joaquim Rodríguez Oliver (* 12. Mai 1979 in Barcelona) ist ein ehemaliger spanischer Radrennfahrer. Der Bergspezialist beendete während seiner Karriere alle drei Grand Tours auf dem Podium, gewann dreimal die Jahreswertung der Union Cycliste Internationale für Straßenfahrer und siegte bei drei Klassikern.

## Karriere
Rodríguez erhielt 2001 seinen ersten Vertrag bei einem internationalen Radsportteam, dem spanischen ONCE-Team, für das er bis zum Ende der Saison 2003 fuhr. Für diese Mannschaft gewann er je eine Etappe bei Paris-Nizza 2003 sowie der Vuelta a España 2003 und damit zum ersten Mal eine Etappe bei einer Grand Tour. 
In den Saisons 2004 und 2005 fuhr er für Saunier Duval-Prodir. In dieser Zeit gewann er die Gesamtwertung der Katalanischen Woche 2004 und die Bergwertung der Vuelta a España 2005. 
Im Jahre 2006 wechselte Rodríguez zum spanischen Team Caisse d’Epargne. Er gewann unter anderem Etappen bei den UCI ProTour-Rundfahrten Paris-Nizza und Tirreno-Adriatico. Außerdem wurde er 2007 spanischer Straßenmeister. 
Im Juli 2007 wurde der 28-jährige Spanier Straßenmeister seines Landes und verwies seinen Teamkapitän und Landsmann Alejandro Valverde auf den zweiten Platz. Bei Tirreno–Adriatico 2008 gewann er die Ankunft am Montelupone (bis zu 22 Prozent Steigung) im Alleingang, wo er auch im Jahr 2009 siegreich sein sollte. Bei der Vuelta a España 2008 und 2009 gelangen ihm als Sechster und Siebenter seine ersten Platzierungen unter den ersten Zehn bei einer Grand Tour.
2010 wechselte er zum russischen Team Katusha und gewann seine erste Tour-de-France-Etappe in Mende vor Alberto Contador. Er beendete die Rundfahrt als Siebter. Außerdem gewann er unter anderem die Gesamtwertung der Volta a Catalunya und eine Etappe der Vuelta a España, die er als Gesamtdritter beendete. Als Folge dieser Ergebnisse gewann er die Saisonrangliste des UCI World Calendar 2010. Im Jahr 2011 wurde er Vierter des Giro d’Italia und gewann zwei weitere Etappen der Vuelta a España.
2012 wurde zum bis dahin erfolgreichsten Jahr für Rodríguez. Nach Etappensiegen bei kleineren Rundfahrten gewann er den Klassiker Flèche Wallonne. Er nahm 2012 am Giro d’Italia und an der Vuelta a España teil und bei beiden Rundfahrten sah es zwischenzeitlich so aus, als könnte er seinen ersten Grand-Tour-Gesamtsieg erringen. Beim Giro verpasste er den Gesamtsieg nur um 16 Sekunden, nachdem er als Führender in das abschließende Zeitfahren gegangen war. Bei der Vuelta a España übernahm er bereits auf der vierten Etappe die Gesamtführung, die er durch Siege bei drei schweren Bergankünften ausbauen konnte und auch über das Zeitfahren konnte er im Gegensatz zum Giro noch eine Sekunde Vorsprung retten. Auf der 17. Etappe, vom Profil her wenig spektakulär, vom sportlichen Verlauf her jedoch umso mehr, verlor er jeweils mehr als zwei Minuten auf Alberto Contador und Alejandro Valverde, sodass er sich letztlich mit dem dritten Gesamtrang begnügen musste. Zum Saisonabschluss konnte er mit dem Gewinn der Lombardei-Rundfahrt noch den ersten Sieg bei einem der Monumente einfahren und sich damit gleichzeitig den ersten Platz in der Endabrechnung der UCI WorldTour 2012 sichern.
2013 gewann er je eine Etappe bei der Oman-Rundfahrt und bei Tirreno–Adriatico und bestritt seine zweite Tour de France. Hierbei wurde er hinter Chris Froome und Nairo Quintana Gesamtdritter. Somit stand er bei allen drei großen Landesrundfahrten einmal auf dem Podium. Bei der anschließenden Vuelta a España wurde er Gesamtvierter. Rodríguez wiederholte außerdem seinen Vorjahressieg bei der Lombardei-Rundfahrt und wurde Zweiter der Straßenweltmeisterschaften im Zweiersprint hinter Rui Costa. Wiederum gewann er die Gesamtwertung der UCI WorldTour.
2014 gewann Rodríguez die Gesamtwertung der Volta a Catalunya und wurde wiederum Vierter der Vuelta a España. In der Tour de France 2014 gewann er die Sonderwertung Souvenir Henri Desgrange. Im Jahr 2015 war er bei der Baskenland-Rundfahrt erfolgreich, gewann zwei Etappen der Tour de France 2015 und wurde Zweiter der Vuelta a España 57 Sekunden hinter Fabio Aru und siegte dabei auch bei einer Etappe. 
Während der Tour de France 2016, die er als Siebter beendete, gab Rodríguez bekannt, dass er zum Ende des Jahres als Radsportler zurücktreten werde. Im Herbst wiederum kündigte er an, sich umentschieden zu haben, und 2017 für das Team Bahrain-Merida anzutreten. Im Dezember 2016 folgte jedoch der „Rücktritt vom Rücktritt vom Rücktritt“. Spekulationen, Bahrain-Merida habe Rodríguez lediglich aufgrund dessen WorldTour-Punkte verpflichtet, um eine UCI-Lizenz zu erhalten, wies er zurück. Geplant sei nun eine Beschäftigung von Rodríguez im Betreuer-Stab des Teams, so Manager Brent Copeland.

## Erfolge
| 2001 - Escalada a Montjuïc 2003 - eine Etappe Paris–Nizza - eine Etappe Vuelta a España 2004 - Gesamtwertung Setmana Catalana de Ciclisme 2005 - Subida Urkiola - Bergwertung Vuelta a España 2006 - eine Etappe Paris–Nizza 2007 - Klasika Primavera - Spanischer Meister – Straßenrennen - Prueba Villafranca de Ordizia 2008 - eine Etappe Tirreno–Adriatico 2009 - eine Etappe Tirreno–Adriatico - eine Etappe Burgos-Rundfahrt 2010 - Gesamtwertung Volta Ciclista a Catalunya - Gran Premio Miguel Induráin - eine Etappe Vuelta al País Vasco - eine Etappe Tour de France - eine Etappe Vuelta a España - Einzelwertung UCI World Calendar | 2011 - eine Etappe Vuelta al País Vasco - zwei Etappen, Berg- und Punktewertung Critérium du Dauphiné - Gesamtwertung und eine Etappe Burgos-Rundfahrt - zwei Etappen Vuelta a España 2012 - eine Etappe Tirreno–Adriatico - zwei Etappen Vuelta al País Vasco - La Flèche Wallonne - zwei Etappen und Punktewertung Giro d’Italia - drei Etappen Vuelta a España - Lombardei-Rundfahrt - Einzelwertung UCI WorldTour 2013 - eine Etappe Tour of Oman - eine Etappe Tirreno–Adriatico - eine Etappe Vuelta a España - Weltmeisterschaft – Straßenrennen - Lombardei-Rundfahrt - Einzelwertung UCI WorldTour 2014 - Gesamtwertung und eine Etappe Volta Ciclista a Catalunya 2015 - Gesamtwertung und zwei Etappen Vuelta al País Vasco - zwei Etappen Tour de France - eine Etappe und Kombinationswertung Vuelta a España |

## Grand Tours-Platzierungen
| Grand Tour            | 2001 | 2002 | 2003 | 2004 | 2005 | 2006 | 2007 | 2008 | 2009 | 2010 | 2011 | 2012 | 2013 | 2014 | 2015 | 2016 |
| --------------------- | ---- | ---- | ---- | ---- | ---- | ---- | ---- | ---- | ---- | ---- | ---- | ---- | ---- | ---- | ---- | ---- |
| Giro d’ItaliaGiro     | 80   | –    | –    | –    | 80   | –    | –    | 17   | 26   | –    | 4    | 2    | –    | DNF  | –    | –    |
| Tour de FranceTour    | –    | –    | –    | –    | –    | –    | –    | –    | –    | 7    | –    | –    | 3    | 54   | 29   | 7    |
| Vuelta a EspañaVuelta | –    | –    | 26   | 42   | 37   | 17   | –    | 6    | 7    | 3    | 19   | 3    | 4    | 4    | 2    | –    |